# Dreaming of Love
Dreaming of Love è una canzone del gruppo musicale italiano Lollipop, pubblicata il 23 gennaio 2004 come primo singolo estratto da Together, secondo album in studio del gruppo.

## Descrizione
Inizialmente previsto per il 7 novembre 2003, Dreaming of Love fu pubblicato lo stesso giorno di uscita dell'album Together, il 23 gennaio 2004. Oltre alla canzone e alla sua versione strumentale, nel CD del singolo era presente anche il brano Sunshine, cantato dalla sola Marta Falcone.
Con il mancato successo di Dreaming of Love e Together, la promozione dell'album è stata annullata. A causa di incomprensioni tra di loro e di contrasti con la casa discografica, le Lollipop si sono sciolte nell'agosto 2004, in seguito alla decisione della WEA di non rinnovare al gruppo il contratto. Dreaming of Love risulta dunque essere il loro ultimo singolo ufficiale; You, il secondo singolo di Together previsto per maggio, non venne mai pubblicato ufficialmente, ma distribuito solo come download digitale nell'agosto 2005, oltre un anno dopo lo scioglimento del gruppo.

## Tracce
CD singolo
1. Dreaming of Love - 3:55
2. Dreaming of Love (Instrumental) - 3:55
3. Sunshine (cantata da Marta) - 3:07

## Classifiche
| Classifica (2004) | Posizione massima |
| ----------------- | ----------------- |
| Italia            | 50                |